# Свецкий замок
Свецкий замок (пол. Zamek w Świeciu, нем. Burg Świecie) — замок, расположенный на базальтовом холме над селом Свеце в гмине Лесьна Любаньского повята Нижнесилезского воеводства в Польше.

## История
Замок, вероятно, был построен в XIV веке по приказу свидницко-яворского князя Бернарда для защиты пути, который пролегал от Лужицы до Любани и Еленя-Гуры. Он был одним из укреплений в так называемом районе Квиси. Впервые был упомянут в 1329 году как castrum Sweta. После включения Верхней Лужицы в чешскую корону замок утратил свое военное значение.
После пожара 1527 году замок был восстановлен в стиле ренессанса. В очередной раз замок был перестроен после пожара в первой половине XVIII века, когда в восточной части был построен барочный дворец. В 1827 году он снова сгорел и с того времени оставался разрушенным, хотя в XX веке его частично использовали, когда здесь была оборудована корчма. После Второй мировой войны в восточной части замка было устроено социальное жилье, однако с 1960 года оно было заброшено.

## Архитектура
Замок имеет неправильную овальную форму, длиной около 27 м и шириной 11 м. В состав замка входили: башня (сохранилась до нашего времени), жилой дом в северо-западной части, часовня и двор в восточной части. Замок был укреплен по периметру оборонительной стеной, с воротами с западной стороны и рвом, а с юга — прилегающим к нему предзамком. В XVIII веке, после очередного пожара, с восточной стороны был построен барочный дворец.

## Галерея

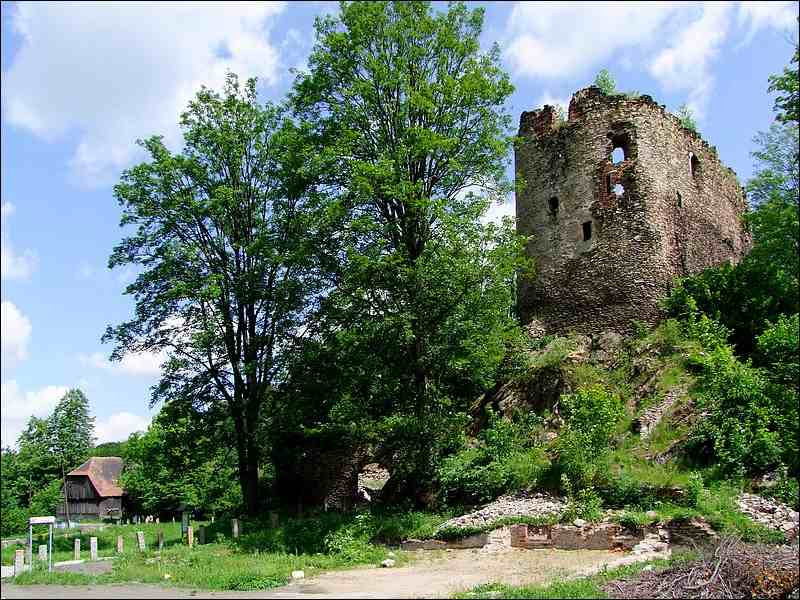
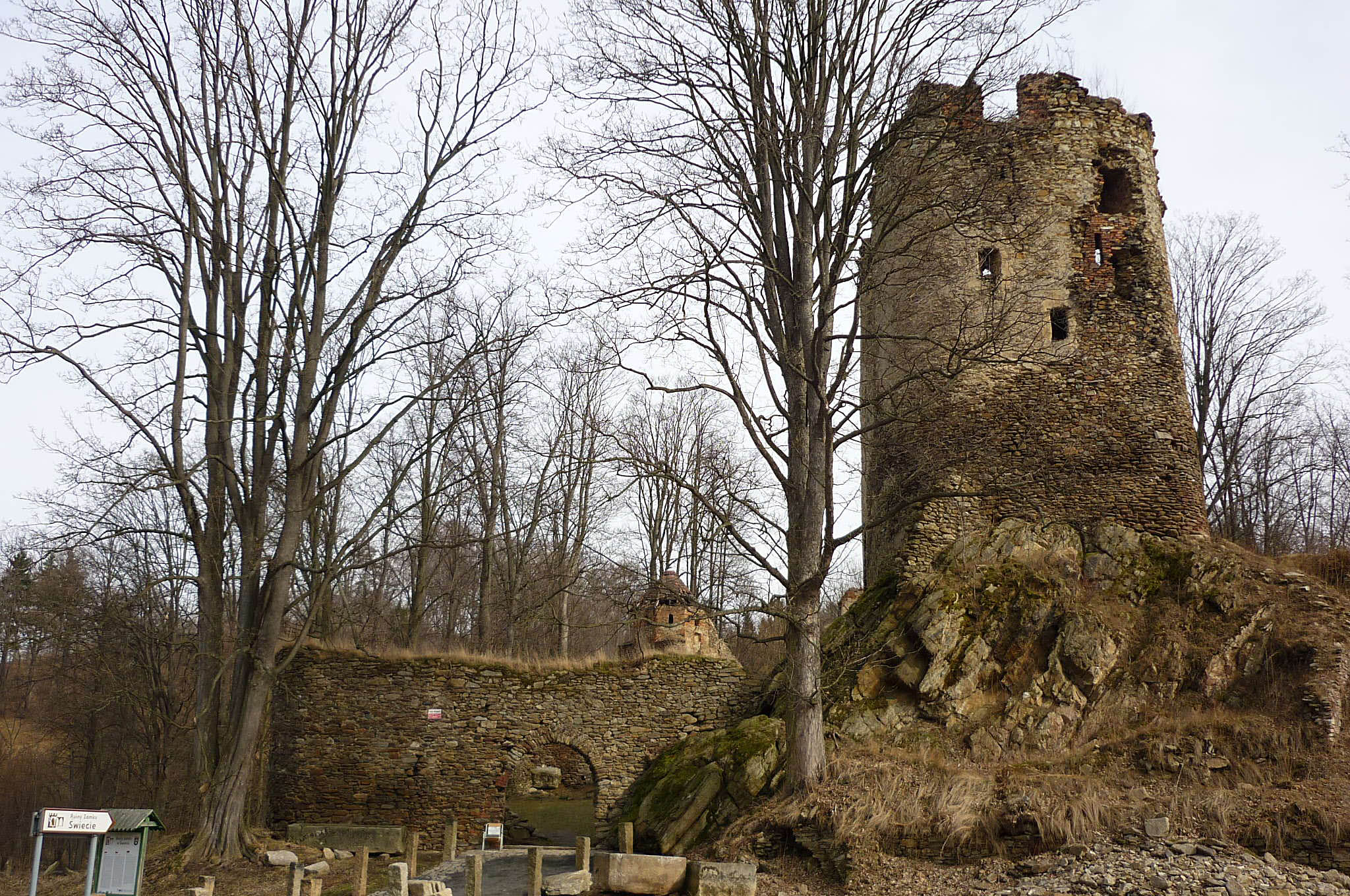
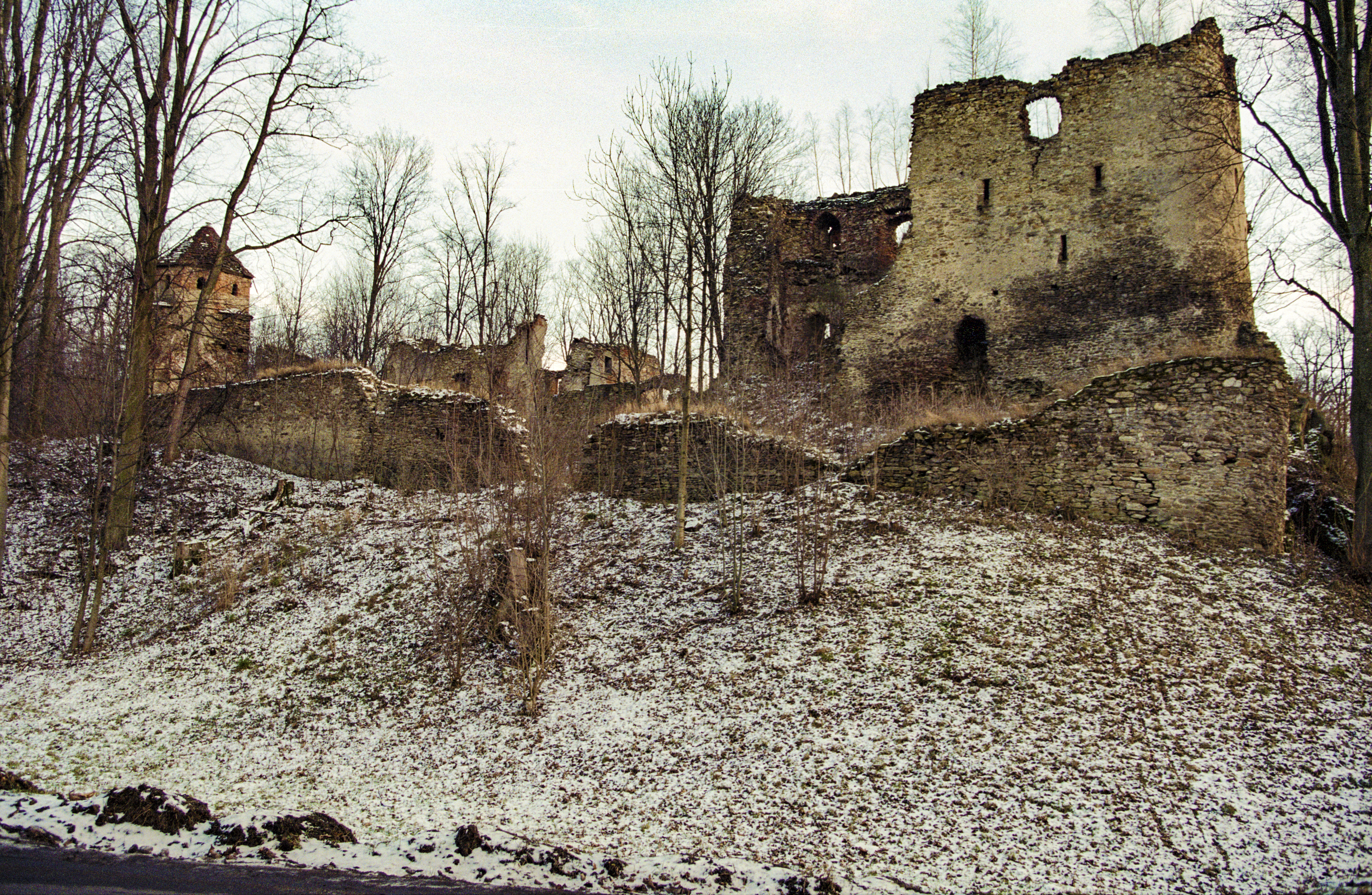
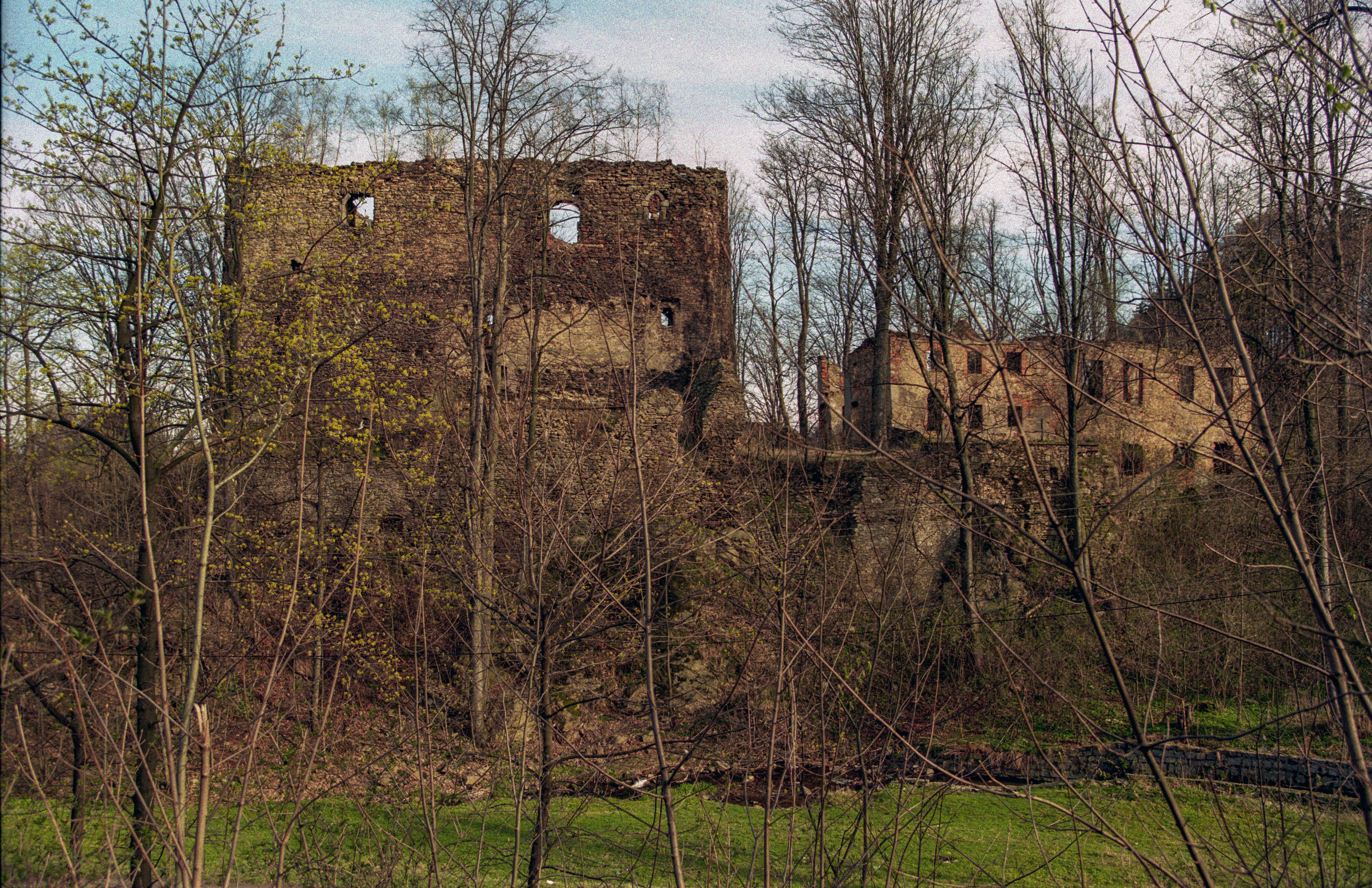
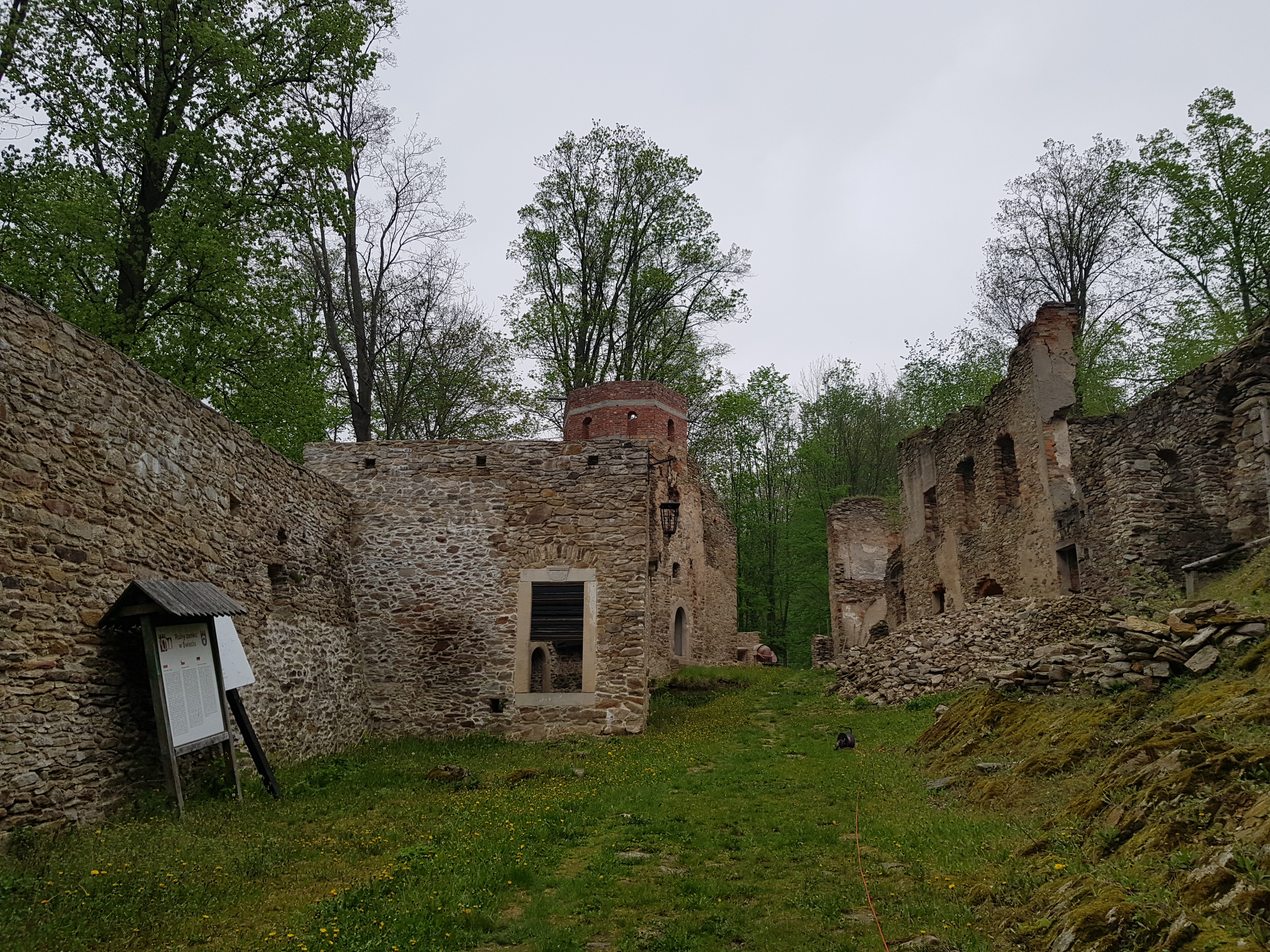
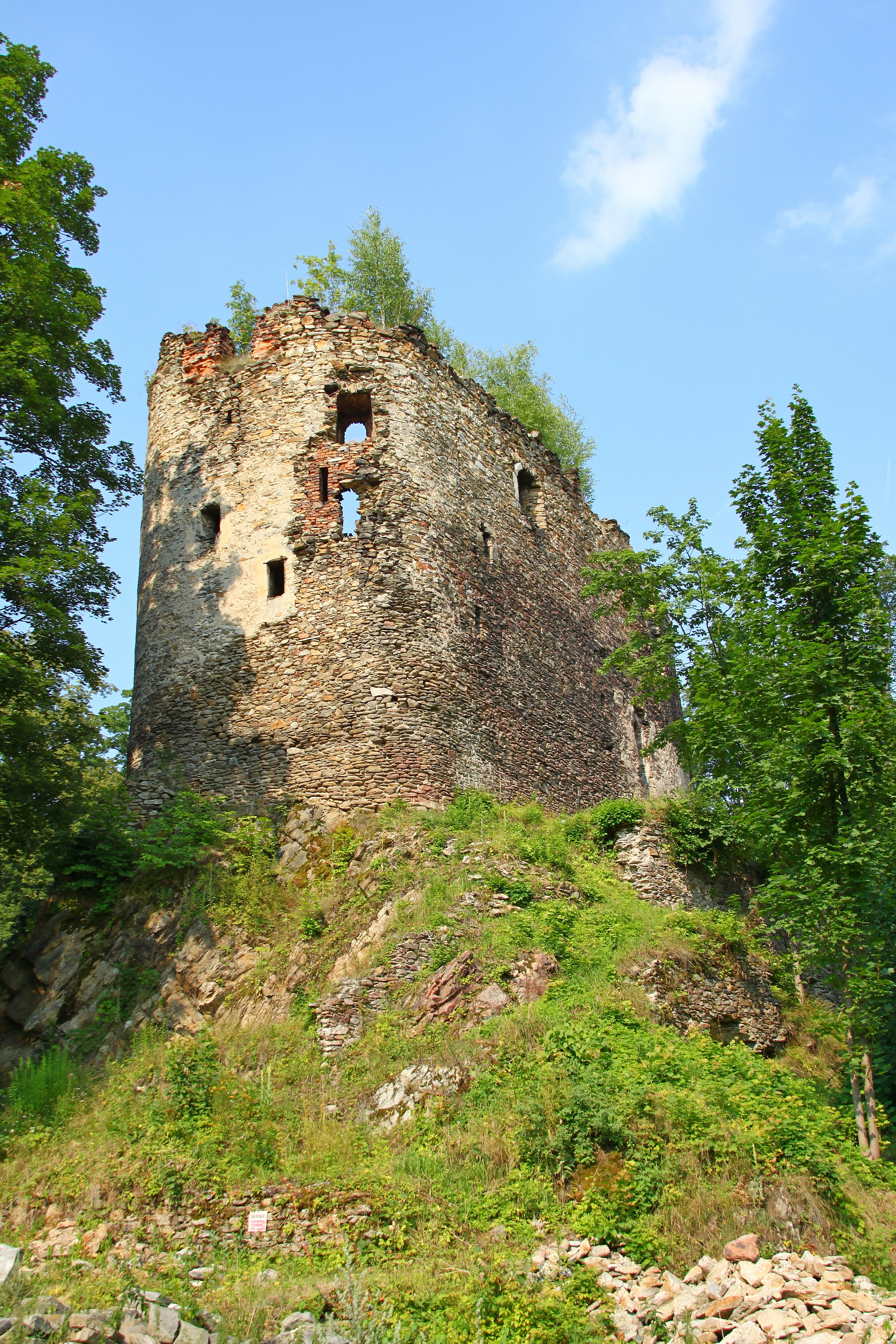